# Trophonella
Trophonella là một chi ốc biển, là động vật thân mềm chân bụng sống ở biển trong họ Muricidae, họ ốc gai.

## Các loài
Các loài thuộc chi Trophonella bao gồm:
- Trophonella echinolamellata (Powell, 1951)[2]
- Trophonella enderbyensis (Powell, 1958)[2]
- Trophonella eversoni (Houart, 1997)[2]
- Trophonella rugosolamellata Harasewych & Pastorino, 2010[1][2]
- Trophonella scotiana (Powell, 1951)[2]